# Der kleine Lord (film 1962 Germania)
Der kleine Lord è uno sceneggiato televisivo trasmesso in Germania da Bayerischer Rundfunk (BR) sul proprio programma nazionale nel 1962, per la regia di Franz Josef Wild. 
Il film TV è tratto dal romanzo di Frances Hodgson Burnett Il piccolo Lord, pubblicato per la prima volta nel 1885. La sceneggiatura è dello stesso regista Franz Josef Wild, che ambienta la vicenda in epoca a lui contemporanea.
Il ruolo del protagonista, il bimbo Cedric Errol, poi Lord Fauntleroy, è ricoperto dall'attore bambino Manfred Kunst, familiare presenza di attore bambino alla televisione tedesca negli anni '60. Per gli altri ruoli ci si affida a un gruppo di attori attivi in quegli anni alla televisione tedesca.

## Trama
A New York, il piccolo Cedric vive poveramente ma con dignità con l'adorata mamma, una giovane vedova. Cedric è molto popolare nel quartiere, ed è amato dalla gente del posto. Quando, dall'Inghilterra giunge Haversham, un avvocato, viene a sapere che suo padre, il capitano Errol, era il figlio minore del conte di Dorincourt da cui era stato diseredato per aver voluto sposare una donna di rango inferiore. Ora, dopo la morte di Bevis, il figlio maggiore scomparso senza eredi, l'unico che resta è il piccolo Cedric che Haversham ha il compito di portare con sé dal nonno, che vuole educarlo come un vero piccolo Lord. Il vecchio signore, però, non vuole nemmeno conoscere Dearest, la nuora, ritenendola solo una cacciatrice di dote. Così, mentre Cedric va a vivere al castello, sua madre è costretta a vivere al villaggio.
L'innocenza di Cedric e il suo buon carattere conquistano ben presto il burbero nonno. Il piccolo si interessa anche alle misere condizioni di vita dei fittavoli e spinge il conte a migliorarle. All'improvviso, però, ricompare Haversham, questa volta insieme a una donna che sostiene di essere la vedova di Bevis e la madre di un bambino di cui rivendica il diritto al titolo di Lord Fauntleroy. Il conte resta sfavorevolmente colpito da quella donna volgare e avida e si pente di aver così male giudicato Dearest, ma non può far niente perché i documenti esibiti sembrano a posto. La notizia arriva fino in America. A New York, i vecchi amici di Cedric la leggono sul giornale e uno di questi riconosce in una fotografia la moglie di suo fratello, che era sparita insieme al figlio. I tre amici decidono così di andare in Inghilterra dove smaschereranno l'imbrogliona e metteranno le cose a posto, conquistandosi la gratitudine del conte che ormai ama profondamente il nipote che ha saputo toccargli il cuore.